# Eternity (альбом Еліс Колтрейн)
Eternity — альбом Еліс Колтрейн. Він був записаний у серпні-жовтні 1975 року і вийшов у 1976 році на лейблі Warner Bros., ставши її першим релізом з цим лейблом. На альбомі Колтрейн грає з ансамблями різного розміру. Це був перший альбом Колтрейн після її переїзду до Каліфорнії та рішення стати монахинею.

## Відгуки критиків
У рецензії для AllMusic Том Юрек високо оцінив «здатність Колтрейн відкрити свій власний звуковий словник і бездоганно створити ансамблевий контекст для непередбачуваного вираження свого бачення гармонійної конвергенції» і написав: «Eternity — це, зрештою, про універсальність тональної мови та її складні форми вираження. Це довговічний запис, який значно випередив свій час у 1976 році і лише зараз отримує визнання, на яке він заслуговує».
Автори The Penguin Guide to Jazz Recordings дали альбому повні 4 зірки і назвали його «несподівано гарним вступом до музичної філософії Турії».
Джеймс Беннетт II прокоментував це для WQXR: «Слухаючи Eternity, відчуваєш себе так, ніби виконуєш медитативну роботу без особливих зусиль… Через ці шість треків проходить об'єднуюча тема: подорож… Кожен твір намагається знайти себе — музика блукає не тому, що вона загубилася. Колтрейн діяла з наміром, спонукаючи кожен музичний елемент до відкриття, щоб він міг знайти те, чим він є насправді, і спокійно відпочити в безпеці цього знання».
Дженніфер Люсі Аллан з The Guardian заявила, що альбом «короткий і йому не вистачає цілісності інших її релізів», але похвалила «Spiritual Eternal», написавши «величезне соло на органі Wurlitzer, сповите струнними, наче мелодія, на яку хтось дефілює по палацових сходах у шовковій сукні… Який розмах! Яка елегантність!».
У статті для Spectrum Culture Деніел Бромфілд зазначив, що альбом був «експериментальним з точки зору того, що Колтрейн вперше випробувала свої нові інструменти на воску», але зауважив: «Це мало бути щось на кшталт Sketches of Spain, але… звучання органу краще, коли він несе основне звукове навантаження».
Філ Гарланд з Ebony писав: «Значна частина музики тут просякнута неземною якістю, яку ми звикли від неї очікувати… Але хоча її голова спрямована до неба, її ноги, здається, міцніше стоять на земних мелодіях, ніж на якихось інших».
Джозеф Нефф з Vinyl District заявив, що гра Колтрейн «така ж чудова, як і завжди», і зазначив, що «найбільш вражаюча якість платівки полягає в тому, як плавно все розгортається, і цей потік приємно розвіює теорію про те, що цей різновид прогресивного джазу 70-х був розфокусованим і недисциплінованим».

## Трек-лист
| #  | Назва                                                         | Тривалість |
| -- | ------------------------------------------------------------- | ---------- |
| 1. | «Spiritual Eternal»                                           | 2:57       |
| 2. | «Wisdom Eye»                                                  | 3:10       |
| 3. | «Los Caballos»                                                | 11:27      |
| 4. | «Om Supreme»                                                  | 9:28       |
| 5. | «Morning Worship»                                             | 3:36       |
| 6. | «Spring Rounds» (уривок з Весна священна Ігоря Стравинського) | 5:59       |

## Персоналії
Трек 1
- Еліс Колтрейн — орган
- Фред Джексон — флейта
- Г'юберт Лоуз — флейта
- Джером Річардсон — сопрано-саксофон
- Джекі Келсо - тенор-саксофон
- Террі Гаррінгтон — тенор-саксофон
- Дон Крістліб — фагот
- Джек Марш — фагот
- Оскар Брашир — труба
- Пол Губінон — труба
- Чарлі Лопер — тромбон
- Джордж Боханон — тромбон
- Алан Робінсон — валторна
- Мерилін Робінсон — валторна
- Томмі Джонсон — туба
- Ґордон Маррон — скрипка
- Мюррей Адлер — скрипка
- Натан Капрофф — скрипка
- Поллі Свіні — скрипка
- Сід Шарп — скрипка
- Білл Кураш — скрипка
- Майк Новак — альт
- Памела Ґолдсміт — альт
- Роліс Дейл — альт
- Анна Ґудман — віолончель
- Джекі Люстґартен — віолончель
- Рей Келлі — віолончель
- Чарлі Гейден — бас
- Бен Райлі — барабани

Трек 2
- Еліс Колтрейн — арфа

Трек 3
- Еліс Колтрейн — орган
- Чарлі Гейден — бас
- Бен Райлі — барабани
- Армандо Пераза — конґа

Трек 4
- Еліс Колтрейн — електропіано
- Дебора Кумер — вокал
- Едвард Кансіно — вокал
- Джин Пакер — вокал
- Пол Ворверк — вокал
- Сьюзан Джуді — вокал
- Вільям Йоманс — вокал
- Карлос Сантана — тімбалес

Трек 5
- Еліс Колтрейн — орган, тамбура
- Чарлі Гейден — бас
- Бен Райлі — барабани
- Армандо Пераза — конґа
- Карлос Сантана — перкусія
- Ед Мішель — дзвіночки

Трек 6
- Еліс Колтрейн — орган, литаври, тарілки
- Луїза Ді Тулліо — піколо
- Фред Джексон — флейта
- Г'юберт Лоуз — флейта
- Джером Річардсон — альтова флейта
- Джекі Келсо — кларнет
- Террі Гаррінгтон — кларнет
- Джуліан Спір — бас-кларнет
- Джин Чіпріано — гобой
- Джон Елліс — гобой
- Ерні Вотс — англійський ріжок
- Дон Крістліб — фагот
- Джек Марш — фагот
- Джо Енн Колдвелл — контрафагот
- Оскар Брашир — труба
- Пол Губінон — труба
- Чарлі Лопер — тромбон
- Джордж Боханон — тромбон
- Алан Робінсон — валторна
- Арт Мейб — валторна
- Мерилін Робінсон — валторна
- Вінс Де Роса — валторна
- Томмі Джонсон — туба
- Ґордон Маррон — скрипка
- Мюррей Адлер — скрипка
- Натан Капрофф — скрипка
- Поллі Свіні — скрипка
- Сід Шарп — скрипка
- Білл Кураш — скрипка
- Майк Новак — альт
- Памела Ґолдсміт — альт
- Роліс Дейл — альт
- Анна Ґудман — віолончель
- Джекі Люстґартен — віолончель
- Рей Келлі — віолончель
- Чарлі Гейден — бас
- Бен Райлі — бас, перкусія, гонг